# Another Perfect Day
Another Perfect Day ist das sechste Studioalbum der britischen Heavy-Metal-Band Motörhead. Es wurde am 4. Juni 1983 veröffentlicht und war das letzte Studioalbum der Band für Bronze Records und zugleich das einzige mit Brian Robertson.

## Hintergründe
Gitarrist Eddie Clarke verließ während der Tournee zum vorangegangenen Album Iron Fist die Band. Ersetzt wurde er durch Brian Robertson (ex-Thin Lizzy), den Lemmy Kilmister schon seit einigen Jahren kannte. Mit ihm ging Motörhead im März 1983 ins Tonstudio, um Another Perfect Day aufzunehmen. Robertson beteiligte sich bei einem Großteil der Lieder am Songwriting, was sich in einer im Vergleich zu den bis dahin aufgenommenen Alben melodischeren Gitarrenarbeit niederschlug.
Während der Another Perfect Tour kam es zu Spannungen in der Band, weil Robertson sich weigerte, alte Motörhead-Titel zu spielen. Bei einem Konzert in Hannover wollte Robertson dreimal hintereinander das Titellied des Albums Another Perfect Day spielen. Robertson wurde im November 1983 aus der Band geworfen.

## Titelliste
1. Back at the Funny Farm (Clarke, Lemmy, Taylor) – 4:14
2. Shine (Kilmister, Robertson, Taylor) – 3:11
3. Dancing on Your Grave (Lemmy, Robertson, Taylor) – 4:29
4. Rock It (Clarke, Lemmy, Taylor) – 3:55
5. One Track Mind (Lemmy, Robertson, Taylor) – 5:55
6. Another Perfect Day (Lemmy, Robertson, Taylor) – 5:29
7. Marching off to War (Lemmy, Robertson, Taylor) – 4:11
8. I Got Mine (Clarke, Lemmy, Taylor) – 5:24
9. Tales of Glory (Lemmy, Robertson, Taylor) – 2:56
10. Die You Bastard! (Clarke, Kilmister, Robertson) – 4:25

## Kritiken
Die zeitgenössischen Kritiken fielen gemischt aus, die Fans mochten das Album nicht und warfen der Band vor, mit dem Album kommerzielle Interessen zu verfolgen. Später wurde das Album sowohl von Fans als auch Kritikern „als weitgehend unentdecktes Juwel“ bezeichnet und gehörte später zu den Lieblingsalben von Kilmister. John Franck von Allmusic bezeichnet Another Perfect Day als ein „einzigartiges (wenngleich missverstandenes)“ Album von Motörhead.